# Vahi, Tartumaa
För andra betydelser, se Vahi.
Vahi (tyska: Franzenhütte) är en småköping (estniska: Alevik) i Tartu kommun i landskapet Tartumaa i sydöstra Estland. Orten ligger vid Riksväg 3, direkt norr om staden Tartu, cirka 160 kilometer sydost om huvudstaden Tallinn.
Orten räknades tidigare som en by, men fick status som småköping den 24 juli 2011.